# Eugène de Kerchove d'Exaerde
Pour les autres membres de la famille, voir Famille Kerchove.
Eugène Marie, baron de Kerchove d'Exaerde, né le 24 mai 1844 au château de Bellem et décédé le 20 septembre 1934 à Wieze, enterré à Wierde, fut un homme politique belge catholique flamand.

## Biographie
Il fut élu conseiller provincial de la province de Flandre-Orientale (1872-98), conseiller communal (1887-1899) et bourgmestre (1895-1899) de Bellem, sénateur de l'arrondissement de Audenarde-Alost (1898-1900 et 1902-1919).
Il fut créé baron en 1900.

## Généalogie
- Il fut fils de Frédéric (1805-1880) et Élise de Naeyer (1812-1899).
- Il épousa en 1865 Irma de Kerchove d'Ousselghem (1844-1934).
  - Ils eurent deux enfants: Marie (1866-1953) et Marcel (1871-1947).

## Sources
- Liberaal Archief